# كيفن ليويلين
كيفن ليويلين (بالإنجليزية: Kevin Llewellyn)‏ هو رسام أمريكي، ولد في 1978.